# GMP reductase
GMP reductase EC 1.7.1.7 (Guanosine 5'-monophosphate oxyoreductase) là một enzyme xúc tác cho quá trình khử một chiều, loại bỏ nhóm amin, phụ thuộc NADPH biến đổi GMP thành IMP.
NADPH + guanosine 5-phosphate = NADP+ + inosine 5-phosphate + NH3
Nó chuyển đổi dẫn xuất nucleobase, nucleoside và nucleotide của G thành nucleotide A và duy trì cân bằng nội bào của hai loại nucleotide A và G.
Trong các tế bào hắc tố (melanocytic) sản xuất ra melanin, sự biểu hiện gen GMP reductase được quy định bởi yếu tố MITF.